# Destino in agguato
Destino in agguato (Fate Is the Hunter) è un film del 1964 diretto da Ralph Nelson. È ispirato al romanzo omonimo dello scrittore, aviatore e sceneggiatore statunitense Ernest Kellogg Gann (1961).

## Trama

Glenn Ford e Rod Taylor in una scena

Dopo un disastro aereo che ha visto la morte di 52 persone, la compagnia aerea promuove un'inchiesta secondo il cui risultato la totale responsabilità dell'accaduto è da attribuire allo stato di ebbrezza del pilota, il capitano Jack Savage, che era stato visto ubriaco prima di salire in cabina. Tuttavia queste conclusioni non convincono il direttore delle operazioni di volo della compagnia, Sam Mac Bane, che conosceva bene i meriti del pilota morto, con il quale era stato commilitone durante il secondo conflitto mondiale. Per questo motivo inizia una sua indagine personale, ed è così che, anche grazie all'aiuto dell'unica superstite, la hostess Martha Webster, riesce a discolpare il suo amico e a scoprire le vere cause dell'incidente: un caffè che versatosi su dei fili elettrici aveva dato un falso allarme a Savage costretto a spegnere un motore funzionante.

## Accoglienza
Lo stesso autore del soggetto, il sopracitato Gann, insoddisfatto della sceneggiature e delle riprese della pellicola, volle disconoscerne le origini dal suo romanzo, e si fece cancellare dai titoli della pellicola. In seguito, nella sua autobiografia, A Hostage to Fortune, lo stesso Gann scrisse:

### Critica
Il film venne accolto negativamente da gran parte della critica cinematografica del tempo.
(Bosley Crowther, The New York Times)
(Vice, La Stampa, 4 settembre 1964)
(Vice, l'Unità, 5 settembre 1964)
(Segnalazioni Cinematografiche, vol. 56, 1964)
(Morando Morandini, Dizionario dei film, 2007)

## Cameo
Jane Russell interpreta sé stessa durante uno dei suoi spettacoli a beneficio delle forze alleate al fronte durante la seconda guerra mondiale, in uno dei tanti flashback presenti nella pellicola.